# ندى فاخر من حوليات الربيع والخريف
الندى الفاخر لحوليات الربيع والخريف او باللغة الصينية (春秋繁露) هو أحد الأعمال المنسوبة إلى دونغ تشونغشو والتي نجت او بقت حتى الوقت الحاضر ، على الرغم من أن تجميع هذا العمل استمر ربما بعد حياته حتى القرن الرابع. يتكون هذا العمل من 82 فصلاً وحوالي 72000 كلمة ، على الرغم من فقدان ثلاثة من الفصول الموجودة في النص الحالي ، وهناك ارتباك نصي كبير في الفصول الأخرى. يتناول الكتاب في شكله الحالي موضوعات مثل نظرية العناصر الخمسة وعلاقتها بالسياسة. يعرض أحد فصول هذا الكتاب مفهوم "المصدر" (元) ، والذي أصبح مهمًا للكونفوشيوسية الجديدة لاحقًا.

## العمل
لا يمكن اعتبار العمل عملاً أصيلًا لدونغ أو حتى عمل كتبه هو في الغالب. إنه يحمل العديد من علامات التأليف المتعددة ويتعارض من الخارج مع المواد الأخرى في فكر دونغ ، وغير متسق مع نفسه. تتبنى الفصول المختلفة مخططات كونية متناقضة.

## كتاب منحول
الكتاب هذا يعد كتابًا منحولًا والكتاب المنحول هو كتاب ينسب لشخصية مشهورة بعد وفاتها بمئات السنين. فهذا الكتاب يعد منحولًا أي أنه أصبح ينسب لدونغ تشونغشو بعد وفاته. بعض الأجزاء من هذا الكتاب، تمت كتابتها بعد 500 عام من وفات دونغ تشونغشو.

## المحتوى والهيكل
تم طرح العديد من التقسيمات الفرعية في الماضي في محاولة لفرض نوع من النظام على محتويات ندى فاخر من الحوليات . يمكن للمرء تقسيم النص إلى سبعة أقسام رئيسية ، يمكن تقسيم بعضها إلى أقسام فرعية ، بناءً على ميزات كل من المحتوى والبنية. هذه الأقسام هي:
- مجموعة حوليات .
- جماعة "هوانغ لاو" أو "داويست" ؛
- المجموعة السياسية الأخلاقية.
- المجموعة الكونية.
- مجموعة القوى الخمس أو مجموعة العناصر الخمسة ؛
- جماعة القرابين
- المجموعة المتنوعة.